# Monsempron-Libos
 Monsempron-Libos  là một xã thuộc tỉnh Lot-et-Garonne trong vùng Nouvelle-Aquitaine phía tây nam nước Pháp. Xã này nằm ở khu vực có độ cao trung bình 116 mét trên mực nước biển.